# GOLD (PEOPLE 1の曲)
「GOLD」（ゴールド）は、日本のポップバンド・PEOPLE 1の楽曲。デジタル配信シングルとして2023年4月14日に各音楽配信サービスにてリリースされ、同年5月17日に1枚目のCDシングルとして発売された。

## 概要

### 背景
表題曲はフジテレビ系アニメ "ノイタミナ"『王様ランキング 勇気の宝箱』オープニングテーマとして制作された。これについて自身は次のようなコメントしている。
| 「        | はじめまして、PEOPLE 1というバンドです。 僕らとしてははじめてのオープニング・テーマ書き下ろしということで、アニメや原作を読んでアレコレと想像を膨らませながら制作しました。 "愛"や"友情"といった表現だけで片付けるにはあまりに惜しい彼や彼女たちの関係や感情を、僕らなりに音や言葉に換えて掘り下げています。是非作品と共に、お楽しみにくださいませ。 | 」 |
| —PEOPLE 1 | |    |

### リリース
2023年3月19日にテレビアニメ『王様ランキング 勇気の宝箱』のオープニングテーマに使用されたことが発表された。自身がテレビアニメの主題歌を担当するのは、『チェンソーマン』第10話エンディングテーマとなった「DOGLAND」以来約4ヶ月振りとなった。同時に自身初のCDシングルを5月17日に発売することが発表した。同日には同アニメの本PVがYouTube上にてアップロードされ、表題曲の音源が一部公開された。
同年4月14日に表題曲の先行配信を開始。同日にはテレビアニメ『王様ランキング 勇気の宝箱』のノンクレジットオープニング映像が公開された。
同年5月17日に通常盤、初回生産限定盤、期間生産限定アニメ盤の3形態でリリースされた。カップリングとして新曲「夏は巡る」が収録される他、初回生産限定盤には2021年12月20日にSpotify O-EASTで開催された、ツアー『ベッドルーム大衆音楽』のライブ映像が収録され、期間生産限定アニメ盤にはテレビアニメ『王様ランキング 勇気の宝箱』のノンクレジットオープニングムービーが収録された。

## ミュージック・ビデオ
ミュージック・ビデオはCDのリリース日である2023年5月17日に公開された。ディレクションは、過去にも多数のPEOPLE 1のミュージックビデオを手掛けているGROUPNが担当しており、ダウ90000の道上珠妃が主演を務めている。

## 収録曲
| 全作詞・作曲: Deu。 |              |           |            |                                     |      |
| #                   | タイトル     | 作詞      | 作曲・編曲 | 編曲                                | 時間 |
| 1.                  | 「GOLD」     | Deu       | Deu        | Deu, Nobuaki Tanaka, Hajime Taguchi | 3:39 |
| 2.                  | 「夏は巡る」 | Deu       | Deu        | Deu                                 | 2:09 |
| 合計時間:           | 合計時間:    | 合計時間: | 5:48       |                                     |      |

| 初のツアー「ベッドルーム大衆音楽」2021年12月20日(月) 東京・Spotify O-EAST公演 ライブ映像 |                                |      |            |
| #                                                                                        | タイトル                       | 作詞 | 作曲・編曲 |
| 1.                                                                                       | 「アイワナビーフリー」         |      |            |
| 2.                                                                                       | 「さよならミュージック」       |      |            |
| 3.                                                                                       | 「東京」                       |      |            |
| 4.                                                                                       | 「イマジネーションは尽きない」 |      |            |
| 5.                                                                                       | 「BUTTER COOKIES」             |      |            |
| 6.                                                                                       | 「スクール!!」                 |      |            |
| 7.                                                                                       | 「ライカ」                     |      |            |
| 8.                                                                                       | 「常夜燈」                     |      |            |
| 9.                                                                                       | 「フロップニク」               |      |            |
| 10.                                                                                      | 「スラップスティック・ガール」 |      |            |
| 11.                                                                                      | 「魔法の歌」                   |      |            |
| 12.                                                                                      | 「怪獣」                       |      |            |
| 13.                                                                                      | 「113号室」                    |      |            |
| 14.                                                                                      | 「Outro (Because I Love You)」 |      |            |

| #  | タイトル                                                                        | 作詞 | 作曲・編曲 |
| -- | ------------------------------------------------------------------------------- | ---- | ---------- |
| 1. | 「テレビアニメ『王様ランキング 勇気の宝箱』ノンクレジットオープニングムービー」 |      |            |

## タイアップ
| 年     | 楽曲 | タイアップ                                                                     |
| ------ | ---- | ------------------------------------------------------------------------------ |
| 2023年 | GOLD | フジテレビ系アニメ "ノイタミナ"『王様ランキング 勇気の宝箱』オープニングテーマ |